# 顶生剑蕨
顶生剑蕨（学名：Loxogramme acroscopa）为剑蕨科剑蕨属下的一个种。

## 扩展阅读
- 維基物種上的相關：顶生剑蕨